# アルプス造山運動

南ヨーロッパ、中東のテクトニクス地図

アルプス造山運動（アルプスぞうざんうんどう）は中生代後期から新生代におけるアルプス造山帯の造山運動。

## 構成
西から順にアトラス山脈、リーフ、ベティコ山系、カンタブリア山脈、ピレネー山脈、アルプス山脈、アペニン山脈、ディナル・アルプス山脈、ピンドス山脈、カルパティア山脈、バルカン山脈、 リラ-ロドピ山塊、ポントス山脈、トロス山脈、アルメニア高原、コーカサス山脈、アルボルズ山脈、ザグロス山脈、ヒンドゥークシュ山脈、パミール高原、カラコルム山脈、ヒマラヤ山脈が含まれる。

## 地理的特徴
アルプス造山運動は、南イングランド、北フランスのウィールド-アルトワ背斜や、南イングランドのノースダウンズやサウスダウンズの白亜の山背などの離れた地域かつ小規模な地理的特徴を引き起こした。特にチョーク累層と始新世の地層がほぼ垂直に褶曲しているワイト島、アラム湾やホワイトクリフ湾、ラルワース・コーブ付近にあるドーセット沿岸の露頭において顕著に見られる。アルプス造山運動の圧力により新生代のズデーテン山地の隆起が起きており、暁新世における南スウェーデンのオーランドの断層も形成した可能性がある。